# Рейнбов-Лейк
Рейнбов-Лейк (англ. Rainbow Lake) — містечко в Канаді, у провінції Альберта, у складі спеціалізованого муніципалітету Маккензі.

## Населення
За даними перепису 2016 року, містечко нараховувало 795 осіб, показавши скорочення на 8,6%, порівняно з 2011-м роком. Середня густина населення становила 73,9 осіб/км².
З офіційних мов обидвома одночасно володіли 20 жителів, тільки англійською — 770. Усього 55 осіб вважали рідною мовою не одну з офіційних, з них 5 — одну з корінних мов.
Працездатне населення становило 490 осіб (82,4% усього населення), рівень безробіття — 7,1% (9,1% серед чоловіків та 4,7% серед жінок). 90,8% осіб були найманими працівниками, а 7,1% — самозайнятими.
Середній дохід на особу становив $97 191 (медіана $70 191), при цьому для чоловіків — $146 308, а для жінок $45 997 (медіани — $111 104 та $32 128 відповідно).
31,1% мешканців мали закінчену шкільну освіту, не мали закінченої шкільної освіти — 20,2%, 49,6% мали післяшкільну освіту, з яких 30,5% мали диплом бакалавра, або вищий.
| Статево-вікова структура населення | Статево-вікова структура населення | Статево-вікова структура населення | Статево-вікова структура населення | Статево-вікова структура населення |
| ---------------------------------- | ---------------------------------- | ---------------------------------- | ---------------------------------- | ---------------------------------- |
|                                    |                                    |                                    |                                    |                                    |
| Всього                             | Всього                             | 52,2%47,8%                         |                                    |                                    |
| 0 — 14 років                       | 0 — 14 років                       |                                    | 25,5%                              | 25,5%                              |
| 15 — 64 років                      | 15 — 64 років                      |                                    | 70,2%                              | 70,2%                              |
| 65 і більше                        | 65 і більше                        |                                    | 4,3%                               | 4,3%                               |
| Середній вік (років)               | Середній вік (років)               | 32,231,7                           | 32,0                               | 32,0                               |
| Медіана (років)                    | Медіана (років)                    | 32,631,9                           | 32,4                               | 32,4                               |
| — чоловіки — жінки                 |                                    |                                    |                                    |                                    |

| Походження мешканців:     | Походження мешканців:     | Походження мешканців: | Походження мешканців: | Походження мешканців: |
| ------------------------- | ------------------------- | --------------------- | --------------------- | --------------------- |
| Походження                |                           |                       | осіб                  | %                     |
| Корінні американці        | Корінні американці        |                       | 55                    | 6.92%                 |
| Інше північноамериканське | Інше північноамериканське |                       | 335                   | 42.14%                |
| Європейське               | Європейське               |                       | 515                   | 64.78%                |
| британське                | британське                |                       | 400                   | 50.31%                |
| французьке                | французьке                |                       | 135                   | 16.98%                |
| українське                | українське                |                       | 30                    | 3.77%                 |
| Карибське                 | Карибське                 |                       | 15                    | 1.89%                 |
| Азійське                  | Азійське                  |                       | 50                    | 6.29%                 |

| Зайнятість населення за галузями (за класифікацією NOC): | Зайнятість населення за галузями (за класифікацією NOC): | Зайнятість населення за галузями (за класифікацією NOC): | Зайнятість населення за галузями (за класифікацією NOC): | Зайнятість населення за галузями (за класифікацією NOC): |
| -------------------------------------------------------- | -------------------------------------------------------- | -------------------------------------------------------- | -------------------------------------------------------- | -------------------------------------------------------- |
|                                                          |                                                          |                                                          |                                                          |                                                          |
| Управління                                               | Управління                                               |                                                          | 11,5%                                                    | 11,5%                                                    |
| Бізнес, фінанси та адміністрування                       | Бізнес, фінанси та адміністрування                       |                                                          | 12,5%                                                    | 12,5%                                                    |
| Природничі та прикладні науки                            | Природничі та прикладні науки                            |                                                          | 10,4%                                                    | 10,4%                                                    |
| Освіта, правозахист, муніципальні та урядові служби      | Освіта, правозахист, муніципальні та урядові служби      |                                                          | 10,4%                                                    | 10,4%                                                    |
| Мистецтво, культура, відпочинок та спорт                 | Мистецтво, культура, відпочинок та спорт                 |                                                          | 2,1%                                                     | 2,1%                                                     |
| Роздрібна торгівля та послуги                            | Роздрібна торгівля та послуги                            |                                                          | 8,3%                                                     | 8,3%                                                     |
| Гуртова торгівля, транспорт та обладнання                | Гуртова торгівля, транспорт та обладнання                |                                                          | 22,9%                                                    | 22,9%                                                    |
| Природні ресурси, сільське господарство                  | Природні ресурси, сільське господарство                  |                                                          | 6,3%                                                     | 6,3%                                                     |
| Виробництво                                              | Виробництво                                              |                                                          | 16,7%                                                    | 16,7%                                                    |

## Клімат
Середня річна температура становить -0,6°C, середня максимальна – 20,7°C, а середня мінімальна – -26,4°C. Середня річна кількість опадів – 409 мм.
| Клімат поселення                              | Клімат поселення | Клімат поселення | Клімат поселення | Клімат поселення | Клімат поселення | Клімат поселення | Клімат поселення | Клімат поселення | Клімат поселення | Клімат поселення | Клімат поселення | Клімат поселення | Клімат поселення |
| Показник                                      | Січ.             | Лют.             | Бер.             | Квіт.            | Трав.            | Черв.            | Лип.             | Серп.            | Вер.             | Жовт.            | Лист.            | Груд.            |                  |
| Середній максимум, °C                         | −12,72           | −8,14            | −2,01            | 8,48             | 15,48            | 20,31            | 20,74            | 18,98            | 13,70            | 6,66             | −5,33            | −11,1            |                  |
| Середня температура, °C                       | −19,58           | −15              | −8,89            | 1,60             | 8,62             | 13,43            | 15,54            | 13,79            | 8,55             | 1,48             | −10,53           | −16,28           |                  |
| Середній мінімум, °C                          | −26,44           | −21,87           | −15,72           | −5,24            | 1,78             | 6,58             | 10,36            | 8,62             | 3,34             | −3,72            | −15,7            | −21,46           |                  |
| Норма опадів, мм                              | 22               | 18               | 19               | 18               | 38               | 62               | 77               | 56               | 33               | 22               | 23               | 21               |                  |
| Середньомісячна швидкість вітру, м/с          | 2.81             | 2.90             | 3.20             | 3.40             | 3.60             | 3.40             | 2.90             | 3.00             | 3.35             | 3.44             | 3.00             | 2.80             |                  |
| Середньомісячна сонячна радіація, кДж/м²·день | 1911             | 5004             | 10373            | 16332            | 19962            | 21658            | 20413            | 16360            | 10376            | 5225             | 2262             | 1277             |                  |
| --------------------------------------------- | ---------------- | ---------------- | ---------------- | ---------------- | ---------------- | ---------------- | ---------------- | ---------------- | ---------------- | ---------------- | ---------------- | ---------------- | ---------------- |
| Джерело:                                      |                  |                  |                  |                  |                  |                  |                  |                  |                  |                  |                  |                  |                  |